# Hrabstwo Price
Hrabstwo Price (ang. Price County) – hrabstwo w stanie Wisconsin w Stanach Zjednoczonych.
Obszar całkowity hrabstwa obejmuje powierzchnię 1278,43 mil² (3311,12 km²). Według szacunków United States Census Bureau w roku 2009 miało 14 214 mieszkańców. Jego siedzibą administracyjną jest Phillips.
Hrabstwo zostało utworzone z Chippewa i Lincoln w 1879. Nazwa pochodzi od nazwiska Williama Price'a, członka Izby Reprezentantów ze stanu Wisconsin.
Na obszarze hrabstwa znajdują się rzeki Chippewa, Elk, Flambeau, Jump, Litlle Elk, Momdeauz, Somo, Spirit i Willow oraz 389 jezior.

## Miasta
- Catawba
- Eisenstein
- Elk
- Emery
- Fifield
- Flambeau
- Georgetown
- Hackett
- Harmony
- Hill
- Kennan
- Knox
- Lake
- Ogema
- Prentice
- Park Falls
- Phillips
- Spirit
- Worcester

## Wioski
- Catawba
- Kennan
- Prentice

## CDP
- Ogema